# Edifício na Rua Nova, 10, 12 e 14
O Edifício na Rua Nova, 10, 12 e 14, igualmente denominado de Casa na Rua Nova, n.º 14, é um edificio histórico na povoação de Odeceixe, na região do Algarve, em Portugal.

## Descrição
O imóvel está situado na Rua Nova, no centro de Odeceixe, nas imediações de dois outros edifícios de interesse histórico, a Casa na Rua Nova e a Casa no Largo 1.º de Maio, n.º 6.
A casa tem uma planta de forma rectangular com um anexo e um logradouro. A cobertura é em açoteia. A fachada principal divide-se em três panos através de um friso em cantaria, tanto no piso térreo como no primeiro andar, sendo a separação dos registos feita por um elemento em massa. O piso térreo está rasgado em três portas, divididas por duas janelas, sendo de especial interesse a porta no pano esquerdo devido à sua riqueza decorativa, no estilo neoclássico, que corresponde à entrada principal do edificio. No primeiro andar, o pano central é dominado por uma janela de sacada com grades em ferro forjado, sendo o conjunto suportado por consolas em cantaria. Em cada lado estão outras duas janelas, com peitoris. A fachada é rematada por um frontão recortado com uma urna, ladeado por balaustradas correspondendo aos panos laterais.
O embasamento do edifício é constituído por lajes de cantaria em calcário, semelhante ao dos frisos que separam os panos, sendo o resto da fachada revestida a tijolos de cerâmica vidrada em tons verdes. É principalmente devido a este revestimento que a casa se destaca do restante conjunto urbano de Odeceixe, que é composto maioritariamente por edifícios de feição mais tradicional.

## História
Apesar de apresentar vários elementos típicos da arquitectura dos finais do século XIX, a casa é de construção mais tardia, tendo sido instalada provavelmente na década de 1940 por José Estevão de Oliveira e pela sua esposa, para servir de residência.
Em 12 de Abril de 2017, a Câmara Municipal de Aljezur emitiu um pedido de parecer sobre a classificação do edifício como de Interesse Municipal, após um requerimento do seu proprietário. Depois de respostas favoráveis tanto da Direcção Regional de Cultura do Algarve como da Direcção Geral do Património Cultural, a autarquia iniciou o processo para a classificação do edificio através do Aviso n.º 4342/2018, de 15 de Março. O edifício foi classificado como Imóvel de Interesse Municipal pelo Aviso n.º 13945/2018, de 7 de Setembro, tendo esta classificação sido alterada para Monumento de Interesse Municipal pelo Aviso n.º 10999/2020, de 30 de Junho.